# Recht und schlecht
Recht und schlecht (vielfach auch in der Reihenfolge umgekehrt schlecht und recht) ist eine Redensart und bedeutet so viel wie so gut es eben geht oder mit großer Mühe und gerade noch so.

## Etymologie
Das Wort „schlecht“ bedeutete ursprünglich „einfach, schlicht, glatt“. So war es also eine reimgerechte Verstärkungsform, wenn man von recht und schlecht im Sinne von richtig und recht sprach. In diesem Sinne kam die Wendung beispielsweise in der Lutherbibel von 1534 in Hiob 1,1 vor: „Es war ein man im lande Uz / der hies Hiob / der selb war schlecht und recht / Gottfürchtig / und meidet das böse.“ 
Erst im 17. Jahrhundert wurde dem Wort die heutige Bedeutung zugeordnet, doch änderte sich die Redensart nicht. Die Redensart erfuhr somit nahezu eine Bedeutungsumkehr, da nach heutigem Gebrauch die Dominanz des negativen schlecht vorherrscht.
Oft wird deswegen auch bei Gebrauch dieser Wendung die Formulierung mehr schlecht als recht verwendet. 

## Quelle
- Duden 11, Seite 625